# Јован Радоњић
Јован Радоњић (1748 – 8. јул 1803) био је црногорски гувернадур.

## Биографија
Његов отац Станислав Радоњић је такође био црногорски гувернадур. Са непуних седамнаест година наслеђује губернадурство 1765. године, после смрти старијег брата Вукајла (Вукала) Радоњића. Неки су му оспоравали право наслеђа титуле губернадур, тврдећи да је то право изборно. Јован је 1770. прихватио и опцију избора. Био је губернадур са најдужим " стажом“ у Црној Гори и према наследном и према изборном праву. Биран је узастопно деветнаест пута на по две године - укупно 38 година, све до своје смрти, када је губернадруство наследио његов син, последњи губернадур црногорски, Вуколај Радоњић, који је такође и формално изабран.
Под командом владике Петра Цетињског и губернадура Јована Радоњића, прво 1796. године битка на Мартинићима, а затим исте године у боју на Крусима, црногорска војска однела је победу над војском Махмуд-паше Бушатлије, у којој је Махмуд - паша и погинуо. Постоји и песма „Пјесн черногорска“, штампана у Трсту 1803. године која изванредно описује ток битке.
У тестаменту од 4. јануара 1804., манастиру Острог је приложио два цекина и књигу Службе Сербскијех Светитељах.

## Занимљивости
Губернадур Јован Радоњић је непосредно пред своју смрт донео из Беча штампарију и довео комисију која би проценила где би се она изградила, али је од владике био оптужен да је довео аустријске шпијуне да процене колико вреди Црна Гора, оптужујући губернадура да ће је „продати ћесару“. Тако је Јован одустао од штампарије и продао је некоме у Боки.
Када је Махмуд - паша Бушатлија расписао награду за главу губернадура Јована, а њему самом поручио да ће му је највероватније сам посећи и спалити на Цетињу, као и његов дом, губернадур је сам попалио своје куће како се не би Бушатлија хвалио тиме. После победе на Крусима, Јован пише двору у Бечу како треба да му надокнаде штету коју је претрпео палећи властиту кућу. Са Двора су му повољно одговорили, јер су били задовољни исходом битке у заустављању османлијског ратног похода. Јован није добио новац, већ даске ("шпице") за облагање крова.